# Нешвіц
Нешвіц (нім. Neschwitz; в.-луж. Njeswačidło) — громада в Німеччині, розташована в землі Саксонія. Входить до складу району Бауцен. Центр об'єднання громад Нешвіц.
Площа — 45,99 км2. Населення становить 2407 ос. (станом на 31 грудня 2020).
Громада підрозділяється на 17 сільських округів. 
Офіційною мовою в населеному пункті, крім німецького, є лужицькі. 

## Галерея

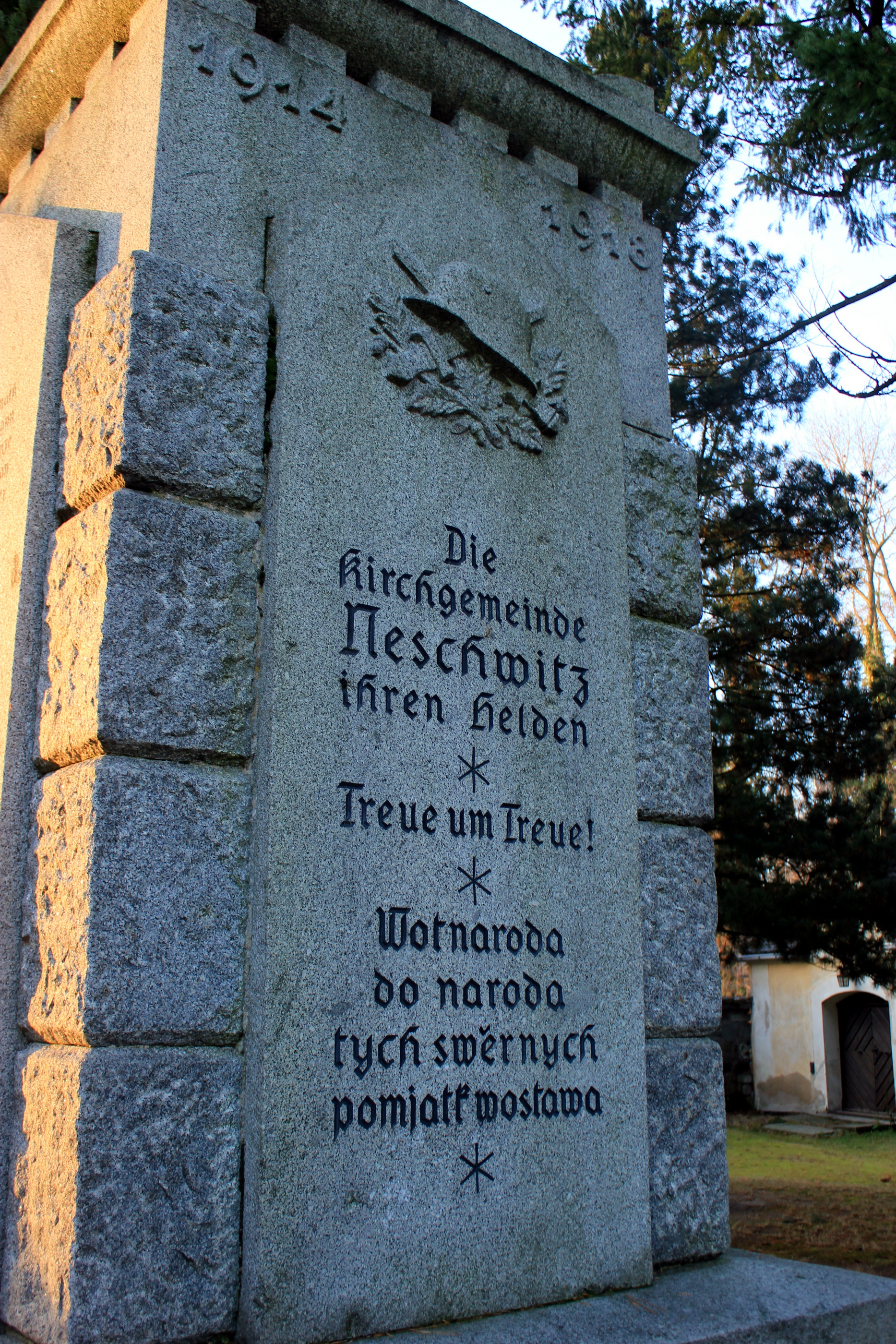
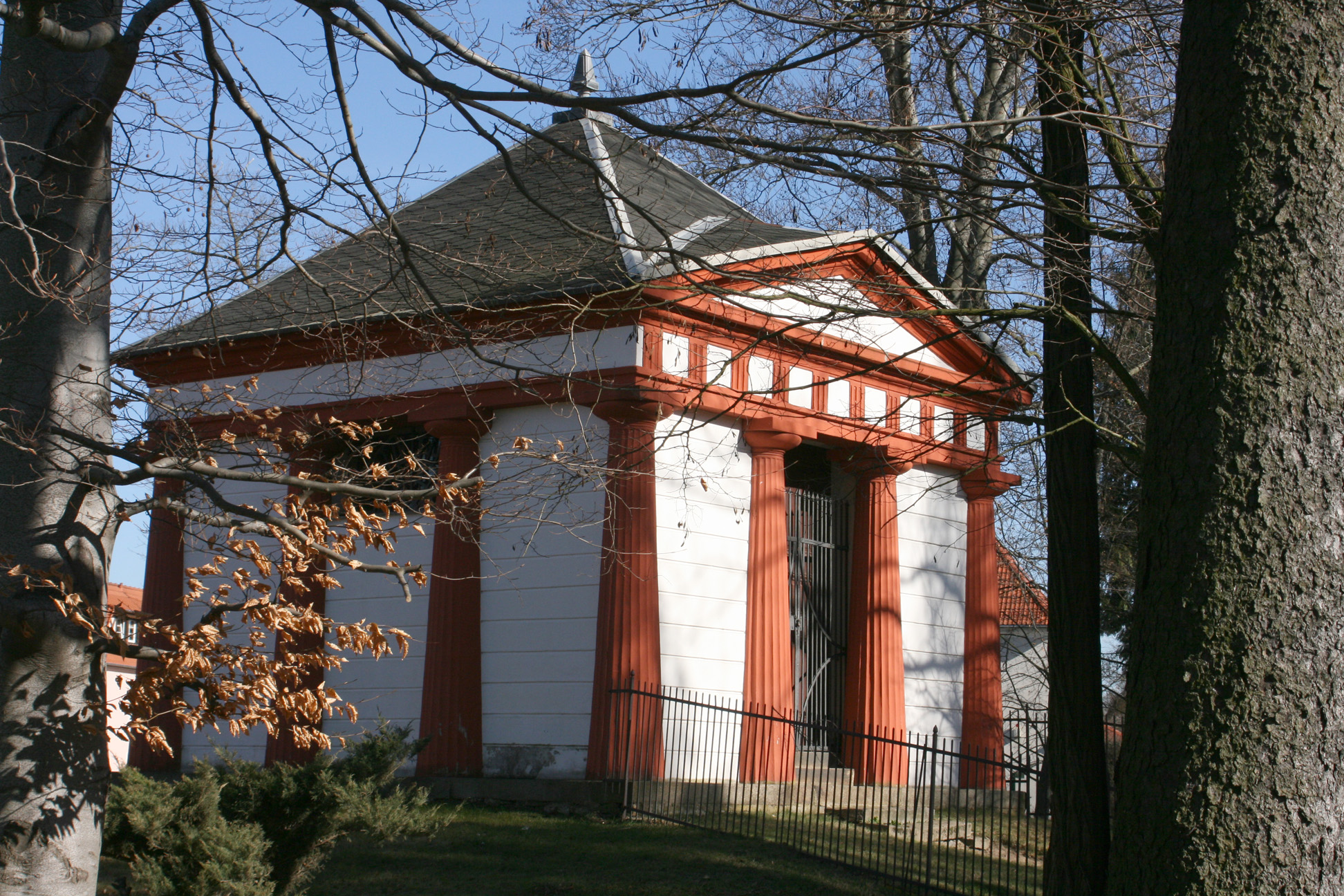
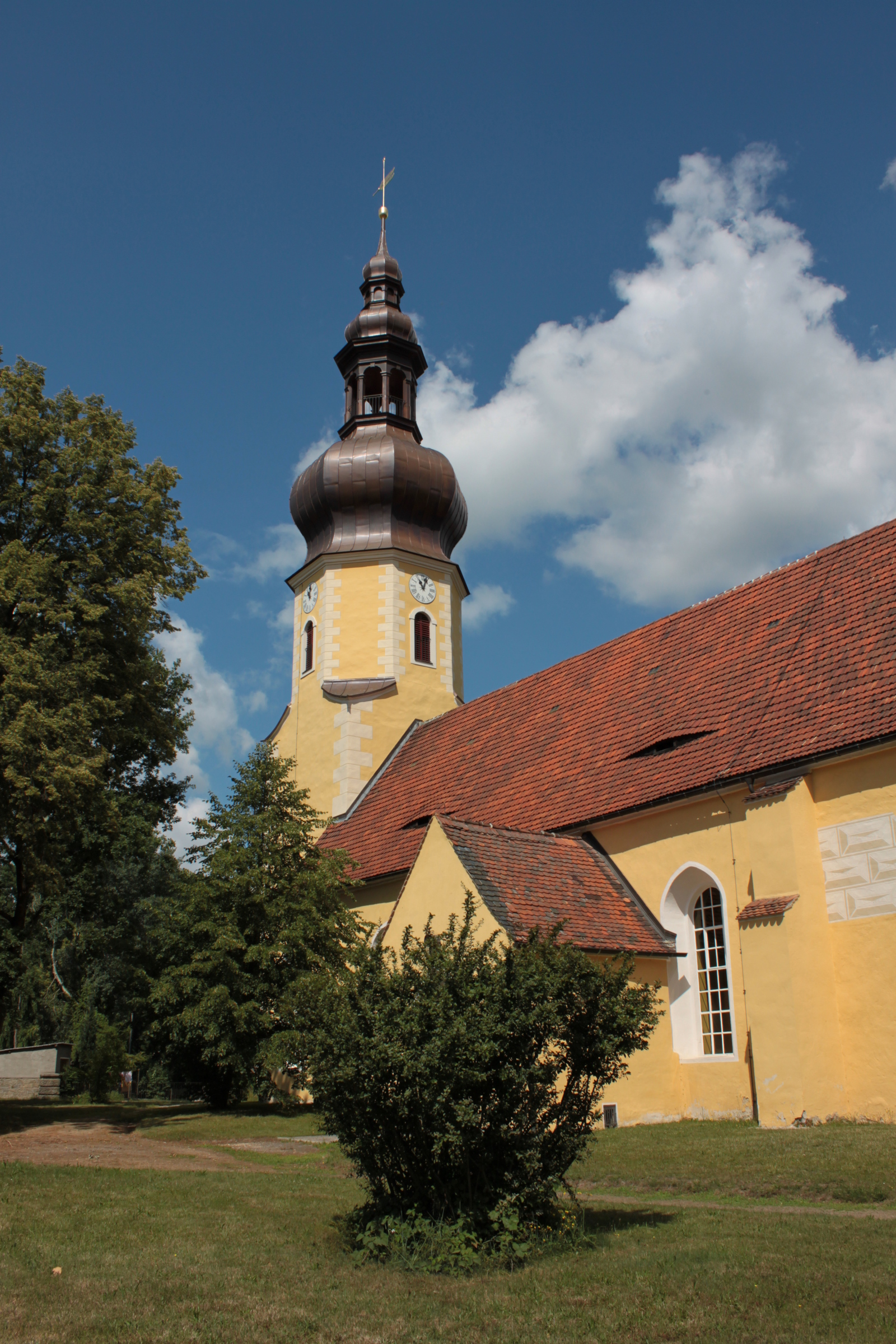